# Фарго (4. сезона)
Четврта сезона антологијске црно-хумористичке–криминалистичко-драмске телевизијске серије Фарго, премијерно је емитована 27. септембра 2020. на FX-у и завршена је 29. новембра 2020. године. Састоји се од 11 епизода. Премијера сезоне је првобитно била заказана за 19. април 2020. године, али је одложена због тренутне пандемије ковида 19.
Као антологија, свака сезона серије Фарго поседује своју самосталну причу, пратећи различит скуп ликова у различитим окружењима, иако у повезаном заједничком универзуму са средиштем на Средњем западу Сједињених Држава и насловним градом, Фаргом. Четврта сезона смештена је у новембар 1950. у Канзас Ситију и прати два криминална синдиката док се боре за контролу. Глумачку екипу предводи Крис Рок, који игра Лоја Канона, шефа криминалног синдиката који се састоји од црних миграната који беже са југа Џима Кроуа и који имају спорну везу са измишљеним приказом мафије из Канзас Ситија. Друге чланове глумачке екипе чине Џеси Бакли, Џејсон Шварцман, Бен Вишо и Џек Хјустон.
Сезона је емитована од 4. јануара до 15. марта 2021. године на AMC-ју у Србији. Касније се репризирала на РТС 1 и HBO Go-у.

## Улоге

### Главне
- Крис Рок као Лој Канон, вођа афроамеричког криминалног синдиката Cannon Limited-а, као и бизнисмен који покушава да своју нову идеју, кредитну картицу, избаци из темеља.
- Џеси Бакли као Оријета Мејфлауер, варљиво весела болничарка.
- Џејсон Шварцман као Џосто Фада, физички ненаметљив и импулсиван вођа сардинијске породице Фада.
- Бен Вишо као Патрик „Раби” Милиган, ирско-амерички члан породице Фадда.
- Џек Хјустон као Одис Веф, полицајац са много нервозних тикова који је служио у Другом светском рату и тајно је на платном списку Фадових.
- Салваторе Еспозито као Гаетано Фада, Јостов млађи, али већи брат, насилан и без трептаја бивши Црнокошуљаш из Италије.
- Е'мири Крачфилд као Етелрида Перл Сматни, интелигентна и бунтовна афроамеричка тинејџерка.
- Ендру Берд као Терман Сматни, Етелридин отац, власник погребног завода.
- Анџи Вајт као Дибрел Сматни, Етелридина строга, заштитничка мајка.
- Џереми Харис као Леон Битл, млади и амбициозни члан Cannon Limited-а.
- Метју Елам као Лемјуел Канон, Лојев старији син.
- Кори Хендрикс као Оми Спаркман, бивши боксер и члан Cannon Limited-а.
- Џејмс Винсент Мередит као Опал Ракли, члан Cannon Limited-а.
- Франческо Аквароли као Ебал Виоланте, саветник Фадових.
- Гаетано Бруно као Констант Каламита, плаћени убица Фадових.
- Стивен Спенсер као др Дејвид Харвард, шеф предрасуда врхунске приватне болнице у Канзас Ситију.
- Карен Алдриџ као Зелмер Рулет, Дибрелина сестра, пљачкаш банке

### Споредне
- Глин Терман као Доктор Сенатор, саветник Cannon Limited-а.
- Тимоти Олифант као Дик „Дефи” Викфер, мормонски амерички маршал који је стигао у Канзас Сити у лову на Зелмер и Свони.
- Келси Асбил као Свони Капс, љубавница Зелмер Рулет и партнерка у злочину.
- Ј. Никол Брукс као Бјуел Канон, Лојова супруга.
- Рони Л. Џоунс III као Мајкл „Сачел” Канон, Лојов млађи син којег тргује са Фадовима и чува га Раби Милиган. Одрастао је у Мајка Милиган из 2. сезоне.
- Надија Симс као Песиминдл Канон
- Хана Лав Џоунс као Флорина Канон
- Томасо Рагно као Донатело Фада
- Тори Хансон као директор Рајс Криско
- Вил Клингер као Теодор „г. Снешко” Роуч
- Крус Гонзалез-Кадел као Надина Фада, Ђостова, Гаетанова и Зерова сестра
- Шон Фортунато као Антун Дамини, члан Фадових, венчан за Надину
- Еван Мулруни као Џо Було, мафијашки војник из Њујорка који помаже Фадовима у њиховом рату; Бред Гарет је првобитно тумачио лика у 2. сезони.

### Гостујуће
- Боким Вудбајн и Бред Ман понављају своје улоге као Мајк Милиган и Гејл Кичен у камеу током финала сезоне.

## Епизоде
| Бр. еп. (укупно) | Бр. еп. (у сезони) | Наслов                              | Редитељ        | Сценариста                                           | Премијера           | Прод. код | Гледаност у САД (милиони) |
| --- | ------------------ | ----------------------------------- | -------------- | ---------------------------------------------------- | ------------------- | --------- | ------------------------- |
| 31 | 1                  | Добродошли у алтернативну економију | Ноа Холи       | Ноа Холи                                             | 27. септембар 2020. |           | 1,22                      |
| У Мисурију Џима Kроуа, 1950, нестабилно примирје између две мафијашке породице из Kанзас Ситија, угрожено је једном превременом смрћу. Орета Мејфлауер, разуздана медицинска сестра, негује пацијента на самрти. Лој Kенон мења безбедност за моћ. Финансијски непријатељи породице Сматни приморавају их на опасан споразум. |                    |                                     |                |                                                      |                     |           |                           |
| 32 | 2                  | Земља узимања и убијања             | Ноа Холи       | Ноа Холи                                             | 27. септембар 2020. |           | 0,79                      |
| Сматнијеви имају неочекивану посету, Гаетано стиже у Kанзас Сити из домовине, Џосто се прилагођава својој новој улози, а Орета је ухваћена на делу током рутинске патронаже. У међувремену, детектив Одис Веф истражује пуцњаву у болници, а Лој спроводи тест који би могао да угрози статус кво.                            |                    |                                     |                |                                                      |                     |           |                           |
| 33 | 3                  | Удвостручи то                       | Дирбла Волш    | Ноа Холи                                             | 4. октобар 2020.    |           | 0,72                      |
| Одис се удружује са мормонским полицајцем, Џосто жели освету, Гаетано испитује границе свог ауторитета, а Орета проналази нови посао. Одметнице, Зелмар Рулет и Свони Kапс, помажу Сматнијевима у вези са финансијским проблемима, док Дибрел и Терман имају ненајављену кућну рацију.                                        |                    |                                     |                |                                                      |                     |           |                           |
| 34 | 4                  | Претварани рат                      | Дирбла Волш    | Ноа Холи и Стефани Робинсон                          | 11. октобар 2020.   |           | 0,76                      |
| Лој одбија да се преда породици Фада, Гаетано приморава Џоста да демонстрира своје вођство, а Доктор Сенатор и Ебал покушавају да одрже мир док напетост расте. Зелмар и Свони су притајене, Етелрида долази до узнемирујућег открића, Терман планира да поравна рачуне, а Одис је у небраном грожђу.                         |                    |                                     |                |                                                      |                     |           |                           |
| 35 | 5                  | Родно место цивилизације            | Дејна Гонзалес | Ноа Холи и Франческа Слоун                           | 18. октобар 2020.   |           | 0,74                      |
| Џосто показује Гаетану шта значи бити вођа, Етелрида поступа према сопственој савести, а Лој одлучује да склопи договор када га сатерају у ћошак. У међувремену, Дефи прати траг у потрази за Зелмар и Свони, а Терман и Дибрел прелазе границу после које нема повратка.                                                     |                    |                                     |                |                                                      |                     |           |                           |
| 36 | 6                  | Камп Елеганција                     | Дејна Гонзалес | Ноа Холи, Енцо Милети, Скот Вилсон и Франческа Слоун | 25. октобар 2020.   |           | 0,70                      |
| Дефијеве сумње у вези са сумњивим пословима детектива Вефа су потврђене, Гаетано испашта за своје поступке, Одис добија неочекивани ултиматум, а Оретина ведра природа нестаје када изгуби контролу. У међувемену, Џосто преиспитује наређења из Њујорка, Рабај доводи свој живот у опасност, а Лој планира освету.           |                    |                                     |                |                                                      |                     |           |                           |
| 37 | 7                  | Одлежи                              | Дејна Гонзалес | Ноа Холи, Енцо Милети и Скот Вилсон                  | 1. новембар 2020.   |           | 0,65                      |
| Лој се суочава са низом тешких одлука које би могле да окончају његову владавину, Џосто планира да поврати контролу над својим пословима, а Орета ућуткује своје критичаре. У међувремену, Сматнијеви се прилагођавају новом пословном договору, а Одис је под великим притиском и размишља о другој опцији.                  |                    |                                     |                |                                                      |                     |           |                           |
| 38 | 8                  | Надир                               | Силвен Вајт    | Ноа Холи, Енцо Милети и Скот Вилсон                  | 8. новембар 2020.   |           | 0,70                      |
| Лој плаћа услугу у покушају да смири ситуацију, Гаетано успева да добије поштовање за свог брата, Џосто показује осећања, а Орета сазнаје забрињавајућу вест. У међувремену, Дефи се обраћа неочекиваној особи у вези са проналажењем Зелмар и Свони, а Одис очајнички тражи спас.                                            |                    |                                     |                |                                                      |                     |           |                           |
| 39 | 9                  | Исток/запад                         | Мајкл Апендал  | Ноа Холи и Ли Едвард Колстон                         | 15. новембар 2020.  |           | 0,82                      |
| Након што их посете телохранитељи породица Kенон и Фада, Рабај Милиган и Сачел се удаљавају од свеопштег рата који се спрема у Kанзас Ситију. Рабај одмерава своје опције док се са Сачелом крије у опскурном пансиону препуном бизарних ликова. У међувремену, Оми планира да поравна рачуне.                                |                    |                                     |                |                                                      |                     |           |                           |
| 40 | 10                 | Срећан                              | Силвен Вајт    | Ноа Холи                                             | 22. новембар 2020.  |           | 0,81                      |
| Лој формира проблематичан савез да би сачувао породицу и посао, Џосто покушава да оконча рат насилним методама, Одис планира да крене поштеним путем, Гаетано брани част свог брата, Етелрида смишља план да помогне својим родитељима, а Орета покушава да реши проблем.                                                     |                    |                                     |                |                                                      |                     |           |                           |
| 41 | 11                 | Америчка историја                   | Дејна Гонзалес | Ноа Холи                                             | 29. новембар 2020.  |           | 0,85                      |
| Џосто се нађе на нишану неочекиваног непријатеља, Орета је коначно приморана да призна своја недела, Етелрида завршава реферат из историје, а Терман и Дибрел планирају да се врате свом послу. У међувремену, Сачелово путовање се приводи крају, а Лој учи горку лекцију о бизнису од Ебал.                                 |                    |                                     |                |                                                      |                     |           |                           |